# Mistrovství světa v silniční cyklistice 2014
Mistrovství světa v silniční cyklistice 2014 bylo 81. světovým šampionátem v silniční cyklistice. Mistrovství probíhalo od 21. do 28. září 2014 v Ponferradě ve Španělsku.

## Kalendář
Časy jsou uvedeny v místním letním čase UTC+2.
| Datum    | Čas startu | Závod                                    |
| -------- | ---------- | ---------------------------------------- |
| 21. září | 10:00      | ženy – časovka týmů (36,2 km)            |
| 21. září | 14:00      | muži – časovka týmů (57,1 km)            |
| 22. září | 10:00      | juniorky – časovka (13,9 km)             |
| 22. září | 14:00      | muži do 23 let – časovka (36,2 km)       |
| 23. září | 10:00      | junioři – časovka (29,5 km)              |
| 23. září | 14:00      | ženy – časovka (29,5 km)                 |
| 24. září | 13:30      | muži – časovka (47,1 km)                 |
| 26. září | 9:00       | juniorky – silniční závod (72,8 km)      |
| 26. září | 13:00      | muži do 23 let – silniční závod (182 km) |
| 27. září | 9:00       | junioři – silniční závod (127,4 km)      |
| 27. září | 14:00      | ženy – silniční závod (127,4 km)         |
| 28. září | 10:00      | muži – silniční závod (254,8 km)         |

## Medailisté
| Závod          | Zlato | Zlato             | Stříbro | Stříbro    | Bronz | Bronz      |
| -------------- | --- | ----------------- | --- | ---------- | --- | ---------- |
| Muži           | |                   | |            | |            |
| Silniční závod | Michał Kwiatkowski Polsko                                                                                 | 6 h 29 min 27 s   | Simon Gerrans Austrálie                                                                                             | + 1 s      | Alejandro Valverde Španělsko                                                                                      | + 1 s      |
| Časovka        | Bradley Wiggins Spojené království                                                                        | 56:25,52          | Tony Martin Německo                                                                                                 | + 26,23 s  | Tom Dumoulin Nizozemsko                                                                                           | + 40,64 s  |
| časovka týmů   | BMC Racing Team                                                                                           | 1 h 3 min 29,85 s | Orica-GreenEDGE | + 31,84 s  | Omega Pharma-Quick Step                                                                                           | + 35,22 s  |
| časovka týmů   | Rohan Dennis Silvan Dillier Daniel Oss Manuel Quinziato Tejay van Garderen Peter Velits                   | 1 h 3 min 29,85 s | Luke Durbridge Michael Hepburn Damien Howson Brett Lancaster Jens Mouris Svein Tuft                                 | + 31,84 s  | Tom Boonen Michał Kwiatkowski Tony Martin Pieter Serry Niki Terpstra Julien Vermote                               | + 35,22 s  |
| Muži do 23 let | |                   | |            | |            |
| silniční závod | Sven Erik Bystrøm Norsko                                                                                  | 4 h 32 min 39 s   | Caleb Ewan Austrálie                                                                                                | + 7 s      | Kristoffer Skjerping Norsko                                                                                       | + 7 s      |
| časovka        | Campbell Flakemore Austrálie                                                                              | 43:49,94          | Ryan Mullen Irsko                                                                                                   | + 0,48 s   | Stefan Küng Švýcarsko                                                                                             | + 9,22 s   |
| Junioři        | |                   | |            | |            |
| silniční závod | Jonas Bokeloh Německo                                                                                     | 3 h 7 min 00 s    | Alexandr Kulikovskij Rusko                                                                                          | tentýž čas | Peter Lenderink Nizozemsko                                                                                        | tentýž čas |
| časovka        | Lennard Kämna Německo                                                                                     | 36:13,49          | Adrien Costa USA}                                                                                                   | + 44,66 s  | Michael Storer Austrálie                                                                                          | + 58,11 s  |
| Ženy           | |                   | |            | |            |
| Silniční závod | Pauline Ferrandová-Prévotová Francie                                                                      | 3 h 29 min 21 s   | Lisa Brennauerová Německo                                                                                           | tentýž čas | Emma Johanssonová Švédsko                                                                                         | tentýž čas |
| Časovka        | Lisa Brennauerová Německo                                                                                 | 38:48,16          | Hanna Solovejová Ukrajina                                                                                           | + 18,68 s  | Evelyn Stevensová USA                                                                                             | + 21,25 s  |
| časovka týmů   | Specialized–lululemon                                                                                     | 43:33,35          | Orica-AIS | + 1:17,56  | Astana BePink | + 2:19,64  |
| časovka týmů   | Chantal Blaaková Lisa Brennauerová Karol-Ann Canuelová Carmen Smallová Evelyn Stevensová Trixi Worracková | 43:33,35          | Annette Edmondsonová Melissa Hoskinsová Emma Johanssonová Jessie MacLeanová Valentina Scandolarová Amanda Sprattová | + 1:17,56  | Alena Amjaljusiková Simona Frapportiová Doris Schweizerová Alison Tetricková Silvia Valsecchiová Susanna Zorziová | + 2:19,64  |
| Juniorky       | |                   | |            | |            |
| silniční závod | Amalie Dideriksenová Dánsko                                                                               | 2 h 2 min 59 s    | Sofia Bertizzolová Itálie                                                                                           | tentýž čas | Agnieszka Skalniaková Polsko                                                                                      | tentýž čas |
| časovka        | Macey Stewartová Austrálie                                                                                | 20:08,39          | Pernille Mathiesenová Dánsko                                                                                        | + 10,79    | Anna-Leeza Hullová Austrálie                                                                                      | + 13,31    |